# Brahmina kurseongana
Brahmina kurseongana är en skalbaggsart som beskrevs av Moser 1924. Brahmina kurseongana ingår i släktet Brahmina och familjen Melolonthidae. Inga underarter finns listade.